# Crackanory
Crackanory é uma série de televisão de storytelling voltada para adultos e inspirada na popular série infantil Jackanory. É transmitido pelo canal Dave da UKTV. Cada episódio apresenta contos narrados por comediantes e atores contemporâneos, contendo uma mistura de live-action, música original e animação, todos lidos na mesma cadeira enorme, em um conjunto consistente e reflexivo da história. A primeira série atraiu ampla aclamação da crítica e mais de meio milhão de espectadores para Dave. Há uma série de temas recorrentes na série, com a empresa fictícia Tripec Plastics, a cidade de Specsham e o "fat Nicola from accounts" sendo frequentemente referenciados.

## Primeira temporada

### Episódio 1
- Jack Dee "Bitter Tweet" de Nico Tatarowicz
- Sally Phillips "What Peebee Did Next" de Toby Davies

### Episódio 2
- Rebecca Front "Fakespeare" de Toby Davies
- Kevin Eldon "What do You Say?" de Kevin Eldon

### Episódio 3
- Harry Enfield "The teacup has landed" de Nico Tatarowicz
- Sarah Solemani "Pleasure Drone" de Ali Crockatt e David Scott

### Episódio 4
- Sharon Horgan "The translator" de Laurence Rickard
- Charlie Higson "The Road to Hell" de Jeremy Dyson

### Episódio 5
- Richard Hammond "Becoming Zoe" de Simon Judd e Alex Carter
- Jessica Hynes "My Former Self" de Holly Walsh

### Episódio 6
- Hugh Dennis "Head In the Coulds" de Jason Cook
- Stephen Mangan "The Newsreader" de Jane Bussmann e Naisola Grimwood

Entre os atores de live-action da série estavam: Alex Macqueen, Cariad Lloyd, Katherine Jakeways, James Bachman, Martha Howe-Douglas, Nick Mohammed, Vera Filatova, Cassie e Connie Powney.

## Segunda temporada
Uma segunda temporada foi ao ar em 2014 e contou com a participação do comediante Rik Mayall, que havia gravado uma história antes de sua morte. (Ele fez George's Marvelous Medicine, de Roald Dahl, no Jackanory original.) O chefe do canal, Steve North, chamou de "privilégio total" trabalhar com Mayall.

### Episódio 1
- Vic Reeves "In Space No-one Can Hear You Clean" de Nico Tatarowicz
- Rik Mayall "The Weatherman" de Tony Way[4]

### Episódio 2
- Ben Miller "Man's Best Friend" de Alexander Kirk
- Sue Perkins[5] "Return to Sender" de Melissa Bubnic

### Episódio 3
- David Mitchell "The Surprise" de Toby Davies
- Katherine Parkinson "The Crisis Plan", de Holly Walsh

### Episódio 4
- Johnny Vegas "Self Storage" de Alexander Kirk
- Meera Syal "The Obituary Writer" por Katherine Jakeways, história original de David Crow e Oliver Maltman

### Episódio 5
- Warwick Davis "The Untangler" de Toby Davies
- Emilia Fox "Murder He Wrote" de Nico Tatarowicz

### Episódio 6
- Simon Callow "Let Me Be The Judge" de Kevin Eldon
- Ruby Wax "I'm Still Here" de Ali Crockatt e David Scott

Entre os atores da segunda temporada estavam: Simon Farnaby, Martha Howe-Douglas, Rosie Cavaliero, Michael Fish, Alice Lowe, Elis James, Victoria Wicks, Lucy Montgomery, Dominic Coleman, Tom Meeten e Sara Pascoe.

## Terceira temporada
A terceira temporada, encomendada pela UKTV, foi transmitida em dezembro de 2015 e foi patrocinada pelo serviço de áudio digital Audible, de propriedade da Amazon. Os leitores convidados da série de seis partes incluíam Christopher Lloyd, conhecido por seus papéis na sitcom de longa duração Taxi e como Doc Brown na trilogia De Volta para o Futuro.

### Episódio 1
- Paul Whitehouse "Uncivil War" de Nico Tatarowicz
- Carrie Fisher "Dread and Breakfast" de Nico Tatarowicz

### Episódio 2
- Catherine Tate "The Catchment Area", de Holly Walsh
- Richard Ayoade "The Forgbeast of Pontfidd" de Toby Davies

### Episódio 3
- Jimmy Carr "The Zombie That Roared" de Alexander Kirk
- Christopher Lloyd "Di Sat Nav" de Melissa Bubnic

### Episódio 4
- Robbie Coltrane "The Last Laugh", de Toby Davies
- Sarah Millican "Abbatnoir" de Dafydd James

### Episódio 5
- Morgana Robinson "The Truth About Suz" de Edward Easton e Kiri Pritchard-McLean
- Greg Davies "The Vexed Message" de Tony Way

### Episódio 6
- Simon Bird "Unlucky for Sam" de Kevin Eldon
- Tamsin Greig "Bob's House", de Holly Walsh

Entre os atores da terceira temporada estavam: Janine Duvitski, Amy Hoggart, Ray Panthaki, Kerry Howard, Alice Lowe, Martha Howe-Douglas, Marcia Warren, Kerry Godliman e Steve Oram.

## Quarta temporada
A quarta temporada, também encomendada pela UKTV, foi ao ar em janeiro e fevereiro de 2017. Cada episódio de meia hora, diferentemente das temporadas anteriores, continha uma, não duas histórias. A executiva de comissionamento da UKTV, Tanya Qureshi, afirmou que: "Estamos entusiasmados por trazer de volta o premiado Crackanory pela quarta vez em Dave. Tornou-se uma de nossas marcas marcantes e as ambições do programa continuam a crescer a cada nova série. Estamos extremamente entusiasmados em ver o formato de contar histórias evoluir para uma única narrativa por episódio e em revelar os narradores talentosos que se sentarão na icônica cadeira Crackanory.”

### Episódio 1
- Dara Ó Briain "A Close Slave" de Tony Way

### Episódio 2
- Sheridan Smith "Livin with a Lie", de Nico Tatarowicz

### Episódio 3
- Bob Mortimer "The Despot of Tea", de Arnold Widdowson

### Episódio 4
- Anna Friel "The Survivor", de Alexander Kirk

### Episódio 5
- Mel Giedroyc "Proxy Lady", de Katherine Jakeways

### Episódio 6
- Doc Brown, "Devil's Haircut", de Sarah Morgan

### Episódio 7
- Mackenzie Crook, "The Disappearance", de Toby Davies

### Episódio 8
- Miriam Margolyes, "Pickled", de Kevin Eldon

Entre os atores da quarta temporada estavam: Moya Brady, Tom Bennett, Neil Bell, Matthew Steer, Sophia Di Martino e David Gant.